# Шантал Жуано
Шантал Жуано (на френски: Chantal Jouanno) е френска политичка, министър на спорта в третото правителство на Франсоа Фийон от 14 ноември 2010 г.
Родена е във Вернон, Ер, Франция на 12 юли 1969 г.
Спортувала е карате, ставайки общо 12 пъти шампион на Франция в нейната категория.

## Политическа кариера
Правителствени длъжности
държавен секретар за екология: от 21 януари 2009 до 14 ноември 2010 г.
министър на спорта: от ноември 2010 г.
Изборни длъжности
регионален съветник на Ил дьо Франс: от 2010 г.